# Distretto elettorale di Oshikango
Il distretto elettorale di Oshikango è un distretto elettorale della Namibia situato nella Regione di Ohangwena con 28.635 abitanti al censimento del 2011. Il capoluogo è la città di Oshikango.